# Valéria Valenssa
Valéria da Conceição dos Santos Donner (Rio de Janeiro, 5 de outubro de 1971), mais conhecida como Valéria Valenssa, é uma repórter e ex-modelo brasileira. Tornou-se conhecida dançando nas vinhetas carnavalescas do Globeleza.

## Biografia
Valéria teve uma infância muito humilde no subúrbio carioca, no bairro da Pavuna. No início da adolescência mudou-se para Vila Valqueire, onde foi criada. Nesta época já gostava de dançar, e sonhava em ser Chacrete. Aos 12 anos fez um curso gratuito de modelo. Aos 15 anos participou de desfiles e figurações em comerciais, e venceu o concurso, sendo eleita a Batgirl de um concurso realizado no Sesc de Madureira, para promover o lançamento do filme Batman. Logo depois venceu o concurso Garota Tropical, num desfile realizado em uma discoteca, Tempos depois, ganhou o título de Garota Charlie Chaplin, num evento promovido por um salão de beleza. Em 1989 disputou o título de Garota de Ipanema, e era a única negra entre as candidatas. Ficou apenas em quarto lugar, mas com a sua simpatia e alegria no samba, encantou o público e os jurados do concurso, entre eles estava Hans Donner, que convidou a mulata a estrelar a vinheta de carnaval da Rede Globo em 1990, onde o jargão ainda era “A Globo faz escola, no Carnaval deita e rola”, juntamente com a modelo Mônica Santos.
Dispensada no ano seguinte, trabalhou como operadora de telemarketing e como vendedora na loja C&A. Apenas em 1993 retornou a Rede Globo, aliando efeitos especiais de última geração e performance de dança, as vinhetas, de pouco mais de 30 segundos, repetidas diversas vezes durante a programação, com ela sambando com o corpo desnudo, com suas medidas perfeitas, realçadas apenas com pinturas feitas à mão, ao som do jingle criado para as chamadas pré-carnavalescas da emissora, composto por Jorge Aragão e Jorge Lattari. A identificação com a mulata foi tanta que o apelido Globeleza pegou. A cada gravação, podia passar mais de 12 horas tendo o seu corpo purpurinado. Foram mais de dez anos como o símbolo máximo da cobertura de carnaval da Globo. Em 2003 ela fez a vinheta mesmo estando grávida de seu primeiro filho, no ano seguinte Valéria foi digitalizada, por conta da segunda gravidez. Após longo reinado, em 2005 passou seu título para Giane Carvalho, escolhida num concurso do programa Domingão do Faustão. Em 2006 a vinheta ficou por conta de Aline Prado, que ocupou o cargo de Globeleza até 2013.
Valéria foi considerada uma das mulheres mais bonitas do Brasil e uma das maiores musas do carnaval, desfilou por diversas escolas de samba, iniciou em 1990 na Caprichosos de Pilares, sua escola de coração, depois passou por Grande Rio, Mocidade Independente de Padre Miguel, Leandro de Itaquera, Acadêmicos do Tucuruvi, Mocidade Alegre, Portela e na União da Ilha.
Sempre desejou ser cantora, e fez aula de canto e estudou piano, em 1993 formou um grupo musical de sucesso denominado Lilith, que tinha ainda como integrantes Carla Alexandra e Cristina Ribeiro, o único destaque foi a música Todo Amor é Bom, tema da abertura da minissérie Sex Appeal, o grupo durou apenas 8 meses, posteriormente, em 2002 lançou um CD solo com apenas 3 músicas, sem muita repercussão.
Foi capa das revistas Plena Beleza, Raça Brasil, entre outras. Realizou ensaios sensuais para Playboy em abril de 1993 e junho de 1995, além de ser capa da sexta edição da revista SexWay em julho de 2000. Em 2001 lançou um calendário sexy. Valéria foi a vedete principal do musical Ela Brasil ao lado do dançarino Carlinhos de Jesus, no espetáculo, através da dança, falavam sobre a cultura de vários lugares do país. Em 2006 participou do programa Bailando por um Sonho, do SBT, que misturou espetáculo com competição de dança e onde os participantes resgatavam a beleza da dança de salão.
A aparição na telinha abriu espaço para uma série de convites para comerciais, como os da Mesbla, Coca-Cola e Casa das Calcinhas. Teve ainda diversas aparições no Programa da Hebe, Viva a Noite, Domingo Legal, entre outros, também atuou em programas humorísticos, em 1996 no Chico Total foi Teima, a sensual empregada de Nazareno (Chico Anysio), em 2005 na A Praça É Nossa contracenando com Zé Bonitinho (Jorge Loredo), já em 2008 no Zorra Total foi uma das convidadas de Edu (Renato Rabello), porém é conquistada por Juninho (Samantha Schmütz).
Realizou shows de dança no exterior, com apresentações em diversos países da Europa, Ásia, África, Oceania e Américas. Tentou ser apresentadora, gravou piloto de um programa sobre dança no GNT e negociou um programa de beleza em emissora aberta. Lançou uma coleção de lingerie (linha Morisco), através de sua empresa D&M, montou uma confecção de roupas infantis, já administrou juntamente com Marlene Mattos, a agência Tribo, voltada para atores e modelos negros, lançou um linha de produtos de beleza exclusivamente para mulheres negras e gerenciava as empresas de Hans Donner.
Em 2018, voltou a participar de programas de televisão, atuando como jurada do quadro Dez ou Mil do Programa do Ratinho (no SBT) e como participante da quarta temporada do talent show Dancing Brasil (na RecordTV), sendo a sexta eliminada. Em 2019, foi contratada pela RecordTV Rio para apresentar o quadro O Bom do Bairro no Balanço Geral Rio.

## Vida pessoal
Neta de uma negra e de um português, e filha de uma mulata com um branco de ascendência indígena, Valéria representa a miscigenação do povo brasileiro. Sua mãe é a dona de casa Vera Lúcia da Conceição dos Santos, e seu pai, o contador Carlos Alberto dos Santos. Tem um irmão chamado Carlos Henrique, que foi seu empresário e guarda-costas, além de possuir duas irmãs, Cláudia e Elaine, que já desfilaram com ela no carnaval. Sempre adorou esportes e aos 9 anos já jogava handebol, quando iniciou a carreira de modelo, era estudante do curso técnico de contabilidade, que terminou junto com o ensino médio. Seu sobrenome artístico "Valenssa" foi escolhido por ela, em homenagem ao seu primeiro namorado, que ficou seu amigo.
No final de 1992 começou a namorar o designer alemão Hans Donner, responsável pelas vinhetas as quais ela aparecia como Globeleza. No ano seguinte foram morar juntos, e nessa mesma época teve uma desavença com a ex-namorada dele, Isadora Ribeiro, com muitas discussões, no desfile do carnaval de 1993, já que a mesma ainda insistia na volta da relação, mesmo ele sendo casado. Em 1997, o casal sofreu um grave acidente aéreo, em que saíram ilesos. Apenas em 8 de novembro de 2002 oficializaram o casamento no civil e em 17 de maio de 2003, casaram-se no religioso, o casal tem dois filhos, João Henrique dos Santos Donner nascido em 23 de janeiro de 2003, e José  Gabriel dos Santos Donner, em 26 de março de 2004. Em 2019, divorciou-se de Hans Donner.
Substituída como Globeleza em 2005, fez lipoaspiração e colocou silicone, passou a viajar constantemente com a família, mas continuava sentindo-se triste, com pensamentos suicidas, até que foi diagnosticada depressão, por ter saído do trabalho que tanto amava. Após psicoterapia, ainda sentia necessidade de algo maior. Passou a frequentar uma igreja, e tornou-se evangélica, batizando-se. Em sua casa, sua mãe é espírita, e seu pai, budista. Atualmente afastada da carreira, dedica-se a sua família, aparecendo eventualmente na mídia com namorados anônimos e famosos.

## Filmografia

### Televisão
| Ano             | Título                  | Cargo / Personagem | Notas                   |
| --------------- | ----------------------- | ------------------ | ----------------------- |
| 1990; 1993–2005 | Globeleza               | Mulata Globeleza   | Especiais carnavalescos |
| 1996            | Chico Total             | Teima              |                         |
| 2004            | O Pequeno Alquimista    | Rainha             | Especial de fim de ano  |
| 2006            | Bailando por um Sonho   | Participante       |                         |
| 2018            | Programa do Ratinho     | Jurada             | Quadro: Dez ou Mil      |
| 2018            | Dancing Brasil          | Participante       | Temporada 4             |
| 2019–20         | Balanço Geral Rio       | Repórter           |                         |
| 2023            | Histórias (Im)Possíveis | Rainha de bateria  | Episódio: "Levante"     |

### VHS
| Ano  | Título                                |
| ---- | ------------------------------------- |
| 1997 | Aprenda a Sambar com Valeria Valenssa |